# آلیوت (نیوجرسی)
آلیوت (به انگلیسی: Olivet) یک منطقهٔ مسکونی در ایالات متحده آمریکا است که در پیتسگروو، نیوجرسی واقع شده‌است. آلیوت ۶٫۹۹۵ کیلومتر مربع مساحت و ۱٬۴۰۸ نفر جمعیت دارد و ۲۵ متر بالاتر از سطح دریا واقع شده‌است.